# Bjurums distrikt
Bjurums distrikt är ett distrikt i Falköpings kommun och Västra Götalands län. 
Distriktet ligger nordväst om Falköping.

## Tidigare administrativ tillhörighet
Distriktet inrättades 2016 och utgörs av socknen Bjurum i Falköpings kommun.
Området motsvarar den omfattning Bjurums församling hade vid årsskiftet 1999/2000.